# Óscar II da Suécia
Óscar II (Estocolmo, 21 de janeiro de 1829 – Estocolmo, 8 de dezembro de 1907) foi rei da Suécia de 1872 até sua morte em 1907 e rei da Noruega de 1872 a 1905, filho do rei Óscar I e da rainha Josefina, herdou os tronos sueco e norueguês quando seu irmão morreu em 1872. Governou durante uma época em que ambos os países estavam passando por um período de industrialização e rápido progresso tecnológico. Seu reinado também viu o declínio gradual da União da Suécia e Noruega, que culminou em sua dissolução em 1905. Em 1905, o trono da Noruega foi transferido para seu sobrinho-neto, o píncipe Carlos da Dinamarca, sob o nome real Haakon VII. Quando Oscar morreu em 1907, ele foi sucedido na Suécia por seu filho mais velho, Gustavo V. Oscar II é o tataravô paterno do rei Carlos XVI Gustavo da Suécia. O rei Frederico X da Dinamarca é descendente de Oscar II através de seu filho Gustavo V. O rei Haroldo V da Noruega; o rei Filipe dos Belgas; e Henrique, Grão-Duque de Luxemburgo também são descendentes de Óscar II, todos através de seu terceiro filho, o príncipe Carlos, Duque de Västergötland.

## Início de vida
Óscar Frederico nasceu em 21 de janeiro de 1829 no Palácio Real de Estocolmo, o terceiro filho do então Óscar, Príncipe Herdeiro da Suécia, e sua esposa, a princesa Josefina de Leuchtenberg. Ele tinha dois irmãos mais velhos, Carlos e Gustavo, e dois irmãos mais novos, Eugênia e Augusto. Ao nascer, seu avô o rei Carlos XIV & III João lhe concedeu o título de Duque da Gotalândia Oriental. Ele foi batizado uma semana depois por Carl von Rosenstein, o Arcebispo de Upsália. Imediatamente após a cerimônia, Óscar foi saudado por uma salva de 128 tiros de canhão.
Até os onze anos de idade ele foi educado particularmente, com Christopher Jacob Boström sendo seu tutor. Óscar entrou na Marinha Real Sueca em 1840, tornando-se um oficial em julho de 1845 e continuando ativo até alcançar a patente de contra-almirante. Ele gostava muito de escrever e depois publicou vários livros e poemas sobre a marinha, tendo também atuado como inspetor dos liceus militares do país. Mais tarde Óscar foi estudar na Universidade de Upsália, se destacando particularmente em matemática, e em dezembro de 1848 foi nomeado um membro honorário da Academia Real das Ciências da Suécia.

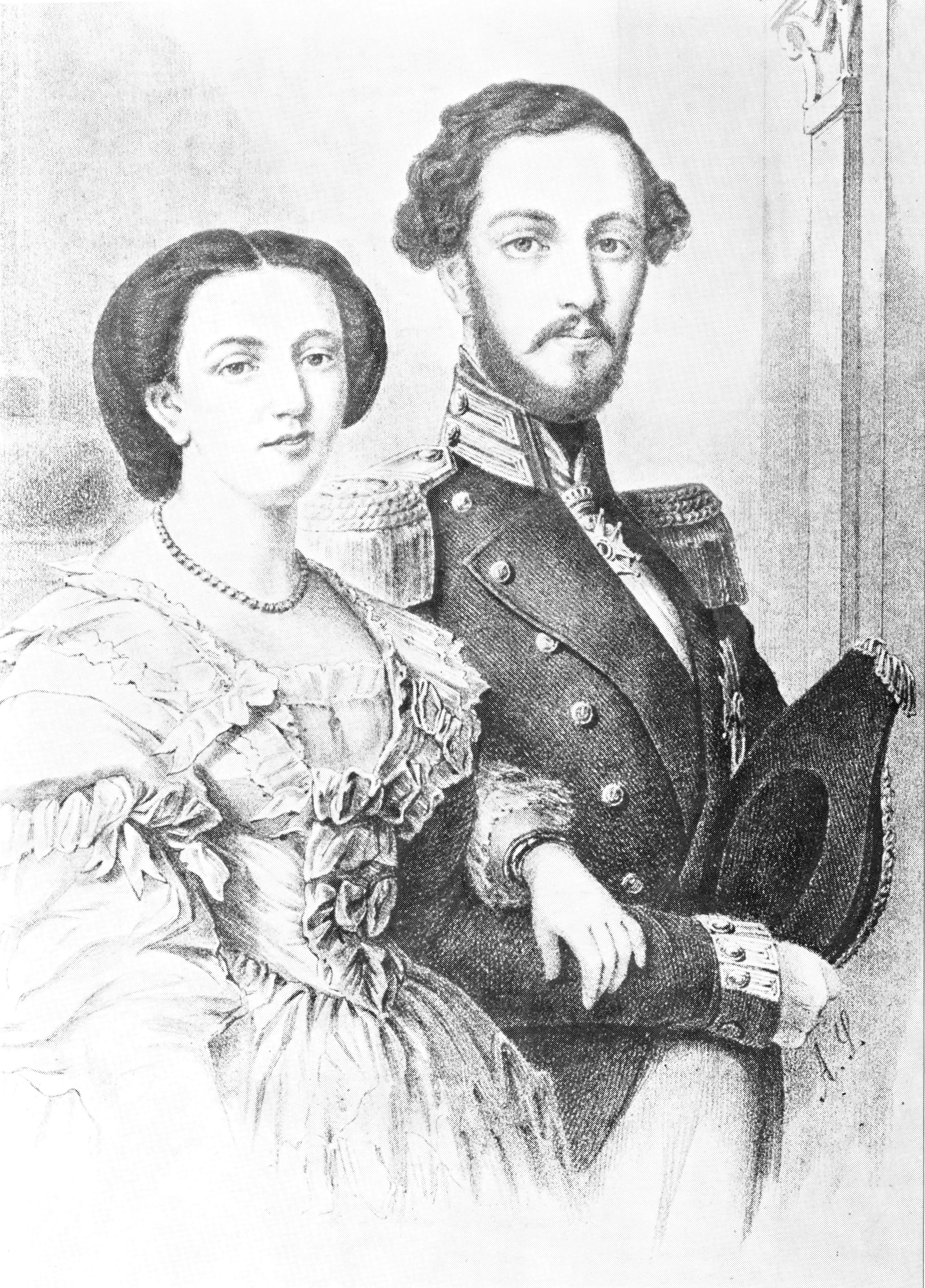
Gravura de Óscar e Sofia durante seu noivado.

Óscar realizou uma viagem pela Europa em 1856 e visitou, dentre muitos lugares, o Ducado de Nassau na Confederação Germânica. Lá ele conheceu a princesa Sofia de Nassau, filha mais nova de Guilherme, Duque de Nassau, e sua segunda esposa, a princesa Paulina de Württemberg. Os dois se apaixonaram e ele anunciou seu noivado em 8 de outubro do mesmo ano, com a cerimônia de casamento acontecendo no Castelo de Biebrich em 6 de junho de 1857.
Nesse meio tempo seu pai havia ascendido aos tronos sueco e norueguês em 1844 como rei Óscar I, seu irmão Carlos tinha se casado com a princesa Luísa dos Países Baixos e tido dois filhos, uma menina e um menino que morreu com um ano de idade, e seu irmão Gustavo tinha morrido repentinamente em 1852. Seu pai faleceu em 1859 e seu irmão mais velho ascendeu ao trono como rei Carlos XV & IV; como naquela época a Suécia e Noruega possuíam a lei sálica impedindo a sucessão de mulheres, Óscar tornou-se o herdeiro presuntivo do trono.

## Reinado
Carlos XV & IV morreu em 18 de setembro de 1872 e Óscar ascendeu ao trono. Ele e Sofia foram coroados no ano seguinte na Catedral de São Nicolau de Estocolmo no dia 12 de maio e na Catedral de Nidaros em Trondheim em 18 de julho. Óscar já havia anteriormente se envolvido nos bastidores de política, mas principalmente apenas a mando de seu irmão. Ele nunca esteve à vontade nessa posição e em várias ocasiões criticou as ações de Carlos, especialmente quando o assunto era a política externa. Óscar tinha certa admiração pelo Império Alemão e especialmente Otto von Bismarck, trabalhando como rei para aproximar seu país dos alemães e também do Reino Unido.
Óscar era considerado um rei inteligente e sua indiferença aos assuntos dinásticos de outros monarcas europeus lhe deu um grande peso como árbitro de questões internacionais. Em vários momentos ele foi chamado para mediar e arbitrar disputas, como em 1889 quando o Reino Unido, Alemanha e Estados Unidos pediram para que Óscar nomeasse o chefe de justiça da Samoa; dez anos depois o rei novamente foi chamado para arbitrar disputas samoanas.
Apesar de residir principalmente na Suécia, Óscar se esforçou para ser fluente na língua norueguesa e desde o início de seu reinado percebeu as dificuldades de manter a união entre os dois países. A dissolução da união entre Noruega e Suécia finalmente ocorreu em 1905, quando o parlamento norueguês votou em 7 de junho pela independência do país. O rei e o governo sueco entraram em negociações pacíficas e um referendo foi marcado para 13 de agosto, em que 99,95% da população votou a favor da dissolução da união. Mais negociações ocorreram em seguida, com Óscar tendo determinado de que perder a Noruega era melhor do que uma guerra. As conversas foram encerradas em 23 de setembro, e em 26 de outubro o rei formalmente abriu mão do direito ao trono norueguês para si e seus descendentes.

## Títulos e brasões

### Títulos e estilos
- 21 de janeiro de 1829 – 18 de setembro de 1872: "Sua Alteza Real, Príncipe Óscar da Suécia e Noruega, Duque da Gotalândia Oriental"
- 18 de setembro de 1872 – 16 de outubro de 1905: "Sua Majestade, o Rei da Suécia e Noruega"
- 16 de outubro de 1905 – 8 de dezembro de 1907: "Sua Majestade, o Rei da Suécia"

### Brasões
| Brasão de Óscar como Duque da Gotalândia Oriental (1829–1844) | Brasão de Óscar como Duque da Gotalândia Oriental (1844–1872) | Brasão de Óscar II como Rei da Suécia e Noruega (1872–1885) | Brasão de Óscar II como Rei da Suécia e Noruega (1885–1905) | Brasão de Óscar II como Rei da Suécia (1905–1907) |

## Descendência
| Imagem | Nome                                  | Nascimento              | Morte                 | Notas                                                           |
| ------ | ------------------------------------- | ----------------------- | --------------------- | --------------------------------------------------------------- |
|        | Gustavo V                             | 16 de junho de 1858     | 29 de outubro de 1950 | Casou-se com a princesa Vitória de Baden, com descendência      |
|        | Óscar Bernadotte, Conde de Wisborg    | 15 de novembro de 1859  | 4 de outubro de 1953  | Casou-se com Ebba Munck af Fulkila, com descendência            |
|        | Carlos, Duque da Gotalândia Ocidental | 27 de fevereiro de 1861 | 24 de outubro de 1951 | Casou-se com a princesa Ingeborg da Dinamarca, com descendência |
|        | Eugênio, Duque da Nerícia             | 1 de agosto de 1865     | 17 de agosto de 1947  | Não se casou                                                    |